# 28994 Helenabates
28994 Helenabates este o planetă minoră (asteroid), cu un diametru de 5,739 km, din centura de asteroizi. A fost descoperită pe 17 iulie 2001 la Stația Anderson Mesa de Lowell Observatory Near-Earth-Object Search. 
Obiectul prezintă o orbită caracterizată de o semiaxă mare de 2,7021512 UAi, o excentricitate de 0,24, o înclinație de 5,1129 ° în raport cu ecliptica.